# بنکلمان (نبراسکا)
بنکلمان(به انگلیسی: Benkelman) شهری در ایالت نبراسکا کشور ایالات متحده آمریکا است که جمعیت آن در سرشماری سال ۲۰۱۰ میلادی، ۹۵۳ نفر بوده‌است.